# Jerry Heidenreich
Jerry Heidenreich (Tulsa, Estados Unidos, 4 de febrero de 1950-Paris (Texas), 18 de abril de 2002) fue un nadador estadounidense especializado en pruebas de estilo libre, donde consiguió ser subcampeón olímpico en 1972 en los 100 metros.

## Carrera deportiva
En los Juegos Olímpicos de Múnich 1972 ganó la medalla de oro en los relevos de 4 x 100 metros libre y 4 x 100 metros estilos, por delante de la Unión Soviética y Alemania del Este (bronce), y Alemania del Este y Canadá (bronce), respectivamente. En cuanto a las pruebas individuales ganó la plata en los 100 metros libre, tras su compatriota Mark Spitz y el bronce en los 100 metros mariposa, con un tiempo de 55.74 segundos, de nuevo el oro en esta prueba lo ganó Mark Spitz.